# تلمبه سرهنگ
تلمبه سرهنگ یک منطقهٔ مسکونی در ایران است که در دهستان مشیز واقع شده‌است.